# SCB-27

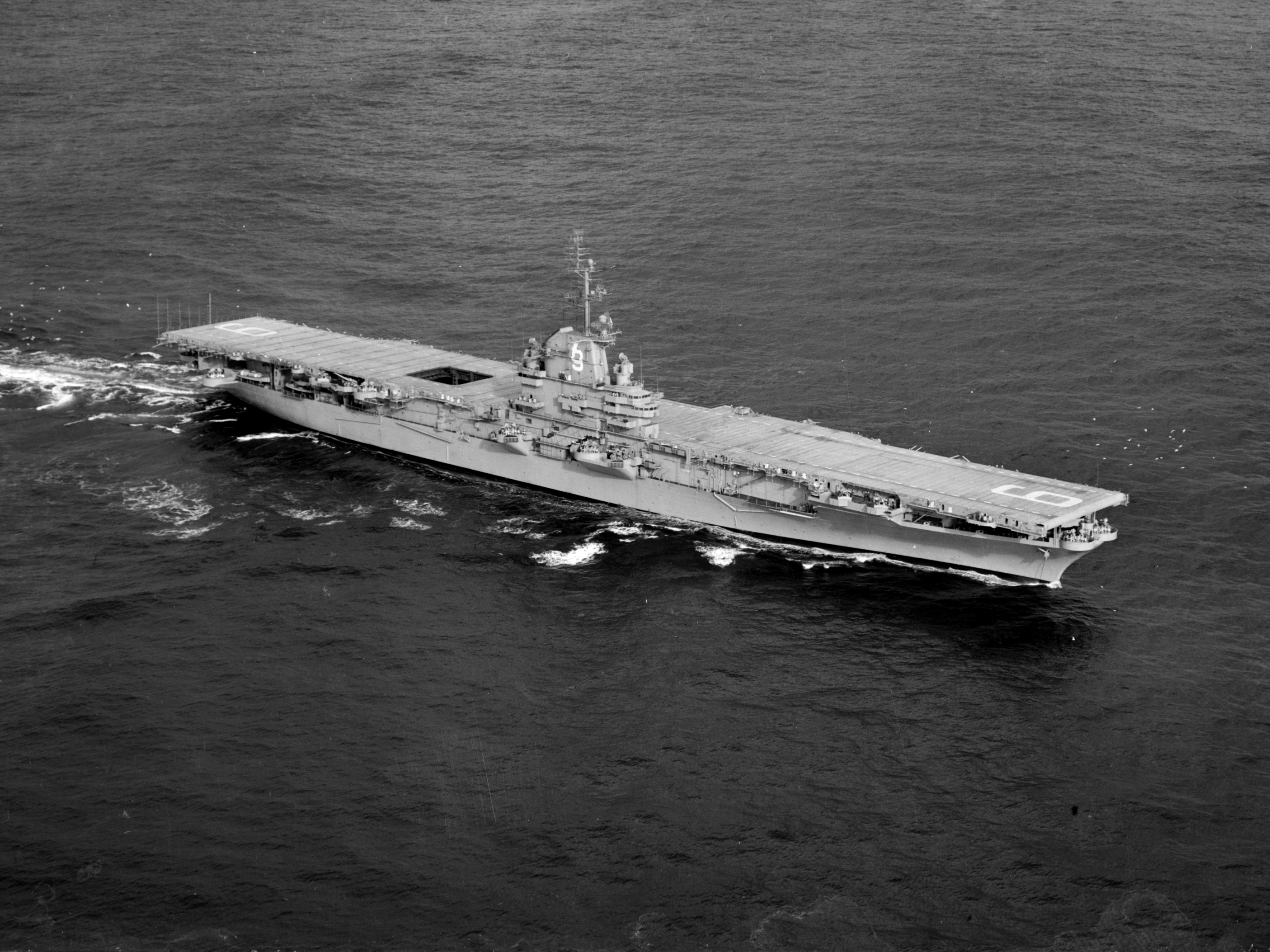
SCB-27A改装後の 「エセックス」(1951年)

SCB-27(英語: Ship Characteristics Board Program 27) は、アメリカ海軍がエセックス級航空母艦を対象に実施した近代化改装である。目的は、第二次世界大戦の時期に建造された航空母艦にジェット機運用能力を与えることにあり、1947年から1955年の間に実施された。

## 改装の経緯

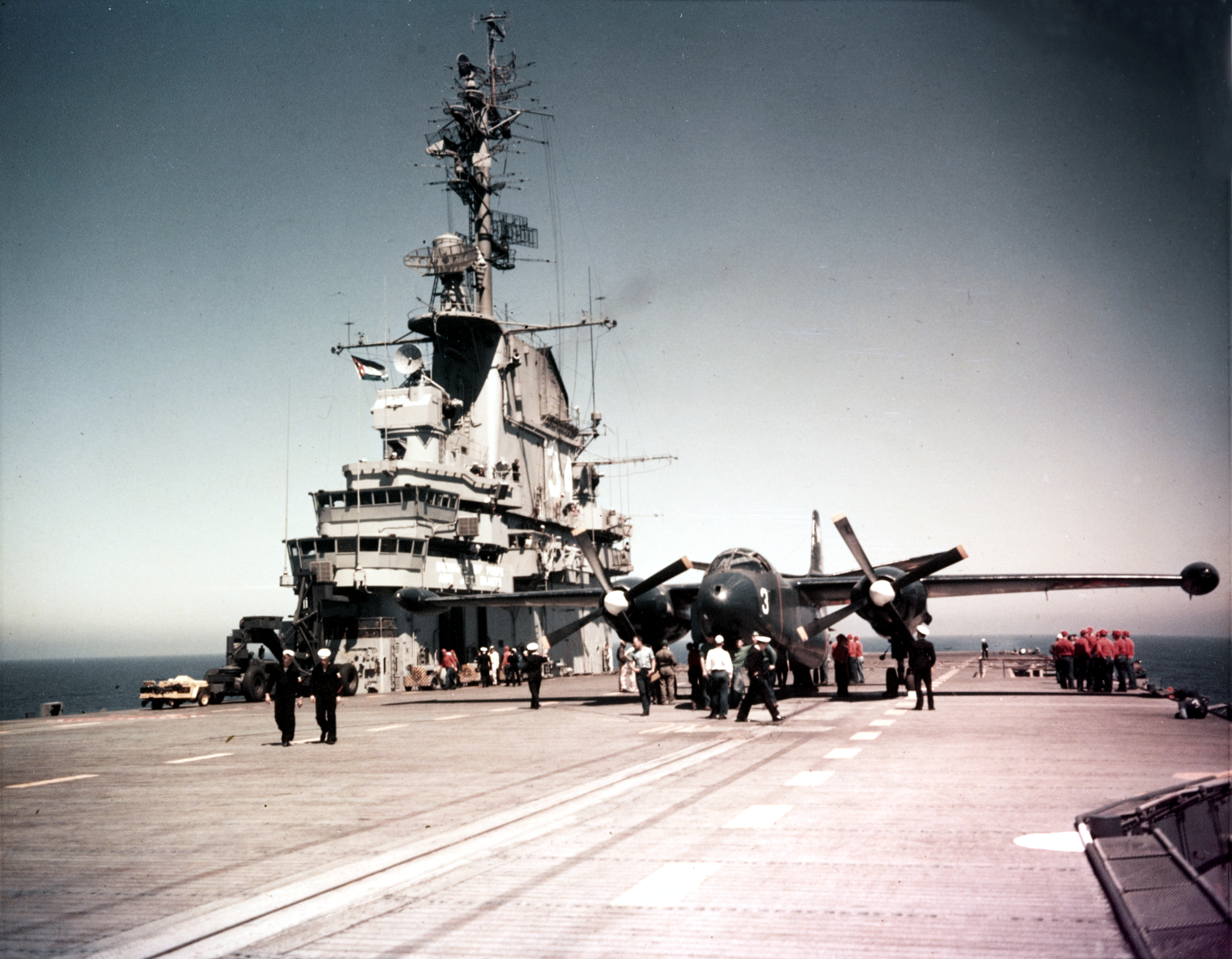
「オリスカニー」の艦橋とAJ攻撃機

大戦末期のジェット機の登場により航空機の性能は飛躍的に向上したが、一方で特に初期のジェット機は失速速度の速さ (低速安定性の低さ) 、加速の悪さ、機体重量の重さといった点により、艦上機としての運用には困難が付きまとった。そこで、これらの困難を克服するために就役中の空母を近代化する改修が計画された。
当初は新鋭のミッドウェイ級を対象に検討されたが、改修のために新鋭空母が長期間戦列を離れることは望ましくないため、まず建造が完了していない「オリスカニー」（進捗度85パーセント）に対し実施することとなった。すなわち新型カタパルトの装備や飛行甲板および艦橋構造物の全面再設計などの改修を「SCB-27」と総称し、これらを盛り込んだ上で1947年に建造を再開した。
また、「オリスカニー」の完成を待たずして、本改修に準拠したSCB-27A改装が予備役艦を優先に開始され、1949年から「エセックス」「ワスプ」を筆頭とする8隻に対し実施された。
改装対象の選定については、以下のような経緯がある。
まず会計年度1948年（以下『FY48』というように記す）の計画で「オリスカニー」を完成させ、FY49計画で次の改装対象は予備役にあった「エセックス」と「ワスプ」が選ばれた。改装費用については、オリスカニーが1億1170万ドル（未完成だったので残りの建造費用も含む）、次の二艦が各5500万ドルを費やした。
次の候補（FY50）については、現役で活動中の艦を引き抜いてくる方がコストを抑えられると提唱された。当時のスケジュール上、現役の規模を縮小する方向だったことも理由である。見積もりでは、もし予備役の艦を改装するなら約5000万ドルを要するが、現役中の艦なら約3800万ドルで済むという調査結果が出ている。そこで次の改装対象として現役中の「キアサージ」と「レイテ」が選ばれたが、朝鮮戦争が勃発したことからレイテについては急遽現役続行となった。代わりに予備役の中から レイク・シャンプレインを改装することとなった。
なお、後述するフランクリンも候補として調査が行われており、1950年8月には「予備役の中で状態が最も良い艦のひとつであり、約4300万ドルで改装可能」と評価されている。

## 改装の内容

### 共通内容
正式には、SCB-27とは「オリスカニー」の改設計のことを指し、既に就役していたエセックス級の改装についてはSCB-27A（SCB-27と同内容）および27C（後述する追加内容を含む）と呼ばれた。改装は広範囲に及ぶが、おもな内容として以下のものが挙げられる。

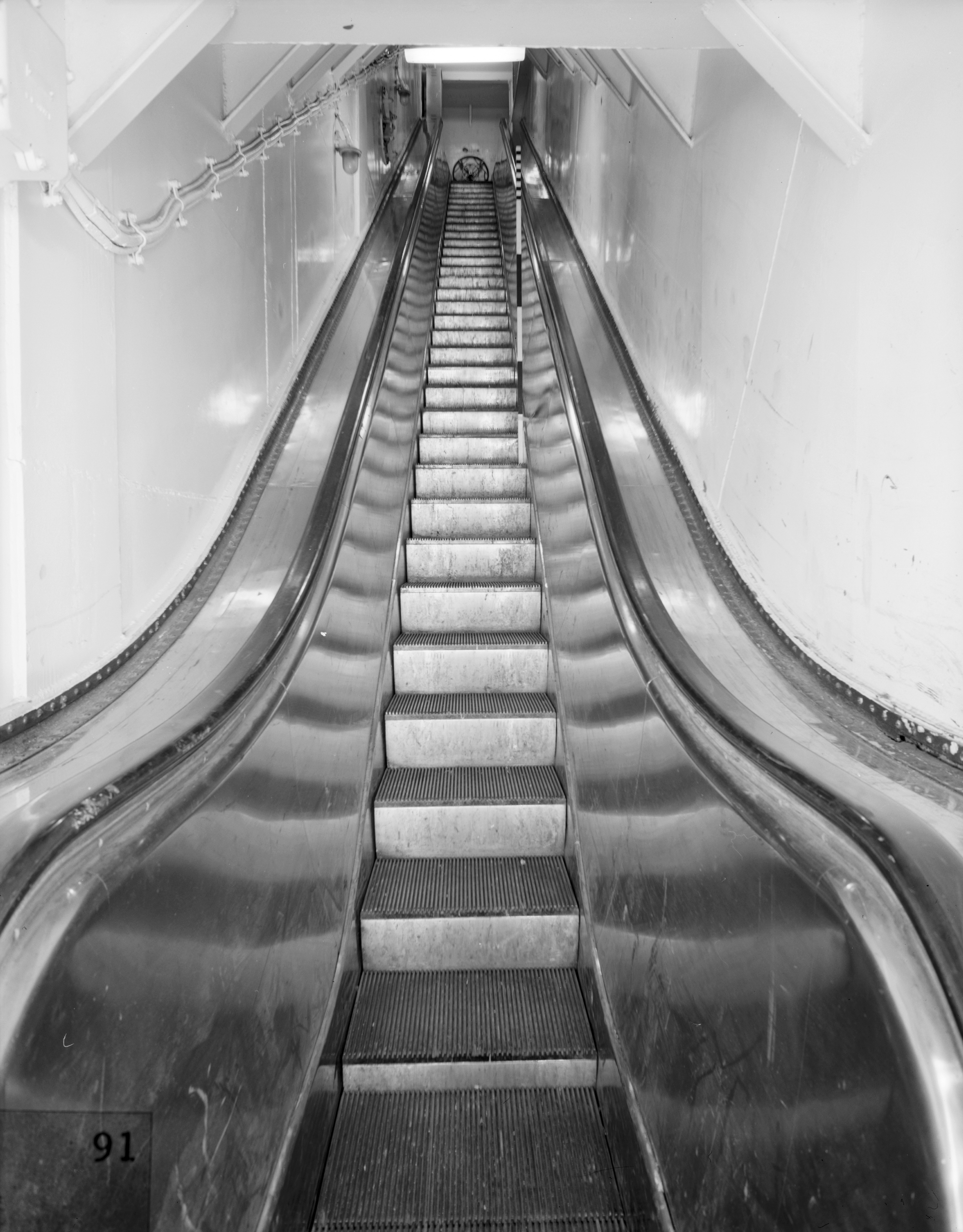
飛行要員の移動用のエスカレータ

- 新世代の艦上機を運用するため、フライトデッキの構造を大幅に強化。これにより、ノースアメリカンAJサベージの運用も可能となった。
- エレベータを強化・拡大、より強力なカタパルトと新型のMk5着艦制動装置を装備
- 飛行甲板の面積拡張のため、艦橋前後の38口径5インチ連装砲計4門を撤去
- 近接防空力強化のため、40mm機銃を新型のVT信管対応速射砲である50口径3インチ連装砲に換装。艦首・艦尾の銃座については全艦共通の台座を設置したため、短船体型・長船体型の区別は無くなった。
- 艦橋を再設計し、頂上にレーダーと通信マストを設置してその後ろに煙突を配置。これにより高さが増した一方、機関銃座の撤去により全長は短縮された。
- 防御を考慮し、飛行要員の待機室をギャラリー・デッキから格納庫甲板下層に移設、待機室から飛行甲板までの長大なエスカレータを設置[1]。これは艦橋の下部に設置され、右舷舷側の斜めのダクト状構造物からも確認できる。エスカレータの設置は、パイロットの装具が艦載機のジェット化以降に重量が増加し、移動が困難になったことへの対応でもあった。
- 艦内の航空燃料の積載容量を300,000 USガロン（1,135,624 L）に増加（50％増）、ポンプ容量を50USガロン（189.3 L）/分に向上。
- ハンガーデッキに霧/ 泡消火システム、改良されたウォーターカーテン、隔壁を追加し、消防能力を強化
- 発電力、武器の積載・取扱い設備を改良
- 排水量増加への対応として、装甲を一部取り外し、船体にバルジを装着、横幅を8～10フィート（2.4～3.0 m）拡張

改装の影響として、喫水線は下がり、最大速度は約2ノット低下して31ノット（57km / h; 36mph）となった。

### 改装区分

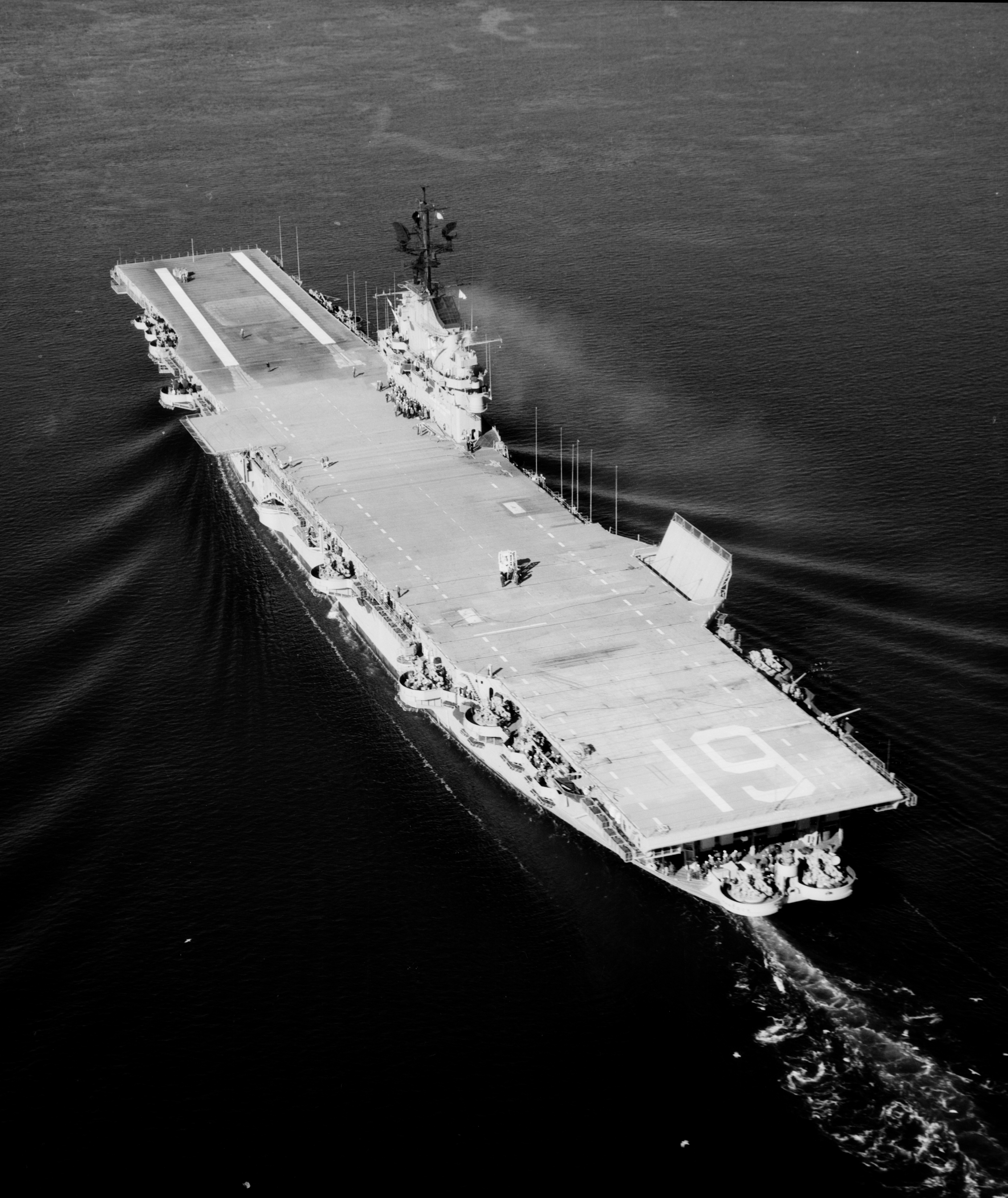
SCB-27C改装後の「ハンコック」（後方より）。飛行甲板上にあった後方エレベータは右舷側に移設された

1950年代初期のカタパルト技術の進展に伴い、SCB-27改装の内容に差異が生じることとなった。まずH8油圧式カタパルトを装備した8隻に対する改装はSCB-27A改装と区分される。一方、1951年末以降に改修された6隻に対する改装はSCB-27C改装と区分され、以下の点で異なる。
- イギリスから導入された蒸気カタパルトにより射出能力を飛躍的に増強。「ハンコック」と「タイコンデロガ」にはイギリスから輸入されたブラウン・ブラザーズ社製BSX-1を装備、これをもとに蒸気圧を高めたC11がアメリカで開発され、以後の艦はこちらに切り替えた。
- カタパルト始点に昇降式のジェット・ブラスト・ディフレクターを設置、機体停止用のバリケードをナイロン・バリアに換装。
- 飛行甲板後方のエレベータ（第三エレベータ）を甲板上から右舷デッキ端に移設（インボード式からデッキサイド式への変更）。これにより本級のエレベータ3基のうち2基がデッキサイド式となった[3]。
- 核兵器の搭載、運用能力を付与。

SCB-27A、SCB-27Cいずれも工期は約2年を要した。SCB-27C改装については工期が数ヶ月長く、排水量・全幅もさらに増大している。カタパルト性能の差から運用できる機種にも差が生じたため、運用能力に勝るSCB-27C改装対象艦は攻撃空母（非公式だが「ハンコック級」と分類することも）、SCB-27A改装対象艦は対潜空母というように役割を振り分けられた。
なお、「シャングリラ」「レキシントン」「ボノム・リシャール」の3隻については、SCB-27C改装中にSCB-125改装を併せて実施されている。

## SCB-27改装対象艦の一覧
| 艦番号 | 艦名                                      | 区分          | 改装場所                 | 開始       | 完了           | 退役           |
| ------ | ----------------------------------------- | ------------- | ------------------------ | ---------- | -------------- | -------------- |
| CV-34  | オリスカニー USS Oriskany                 | SCB-27        | ニューヨーク             | 1947年8月  | 1950年 9月25日 | 1976年 9月30日 |
| CV-9   | エセックス USS Essex                      | SCB-27A       | ピュージェット・サウンド | 1949年2月  | 1951年1月      | 1969年 6月30日 |
| CV-18  | ワスプ USS Wasp                           | SCB-27A       | ニューヨーク             | 1949年5月  | 1951年9月      | 1972年 7月1日  |
| CV-33  | キアサージ USS Kearsarge                  | SCB-27A       | ピュージェット・サウンド | 1950年2月  | 1952年2月      | 1970年 2月13日 |
| CV-39  | レイク・シャンプレイン USS Lake Champlain | SCB-27A       | ノーフォーク             | 1950年8月  | 1952年9月      | 1966年 5月2日  |
| CV-20  | ベニントン USS Bennington                 | SCB-27A       | ニューヨーク             | 1950年12月 | 1952年11月     | 1970年 1月15日 |
| CV-10  | ヨークタウン USS Yorktown                 | SCB-27A       | ピュージェット・サウンド | 1951年3月  | 1953年2月      | 1970年 6月27日 |
| CV-15  | ランドルフ USS Randolph                   | SCB-27A       | ニューポート・ニューズ   | 1951年6月  | 1953年7月      | 1969年 2月13日 |
| CV-12  | ホーネット USS Hornet                     | SCB-27A       | ニューヨーク             | 1951年7月  | 1953年9月      | 1970年 6月26日 |
| CV-19  | ハンコック USS Hancock                    | SCB-27C       | ピュージェット・サウンド | 1951年12月 | 1954年2月      | 1976年 1月31日 |
| CV-11  | イントレピッド USS Intrepid               | SCB-27C       | ニューポート・ニューズ   | 1952年4月  | 1954年6月      | 1974年 3月15日 |
| CV-14  | タイコンデロガ USS Ticonderoga            | SCB-27C       | ニューヨーク             | 1952年4月  | 1954年9月      | 1973年 9月1日  |
| CV-38  | シャングリラ USS Shangri-la               | SCB-27C / 125 | ピュージェット・サウンド | 1952年10月 | 1955年1月      | 1971年 7月30日 |
| CV-16  | レキシントン USS Lexington                | SCB-27C / 125 | ピュージェット・サウンド | 1953年9月  | 1955年8月      | 1991年 11月8日 |
| CV-31  | ボノム・リシャール USS Bon Homme Richard  | SCB-27C / 125 | ハンターズ・ポイント     | 1953年5月  | 1955年9月      | 1971年 7月2日  |

## SCB-27改装の位置づけ
SCB-27A/27C改装はあくまでジェット機を運用できるようにするための応急的なもので、いわば近代化の過渡期として位置づけられており、より徹底した“究極”な改装（"Ultimate" Reconstruction）が計画されていた。長距離核攻撃任務を遂行できる超大型空母「ユナイテッド・ステーツ」級の建造が計画され、エセックス級も同様な任務に対応させるためである。大改装を実施する対象として「フランクリン」と「バンカーヒル」が選ばれ、1947年2月からモスボール状態で保管されていた。しかしユナイテッド・ステーツ級の建造は1949年に中止され、前述のとおり核兵器の搭載・運用はSCB-27C改装艦でも可能となり、結局この大改装計画は立ち消えとなってしまった。
その後、SCB-27改装対象艦には追加改装としてSCB-125とSCB-144が実施された。なお、SCB-27改装対象艦以外に対してはヘリコプター揚陸艦（LPH）とするための改装（詳細は「ボクサー級強襲揚陸艦」を参照）、「アンティータム」に対するアングルド・デッキ装備（導入のための試験として）が実施されている。